# Екатерина Буданова
Екатерина Василиевна Буданова (6 декември 1916 г., Вяземски район, Смоленска губерния – 19 юли 1943 г., Боково-Антрацит, Ворошиловградска област) – съветски летец-изтребител, Герой на Руската федерация (1 октомври 1993 г., посмъртно). Гвардейски лейтенант (19 февруари 1943 г.).

## Биография
Роден на 7 декември 1916 г. в село Коноплянка, Вяземски район, Смоленска губерния (съвременен Вяземски район, Смоленска област). От многодетно селско семейство. През 1931 г. завършва основно училище (4 класа) в родното си село, през 1933 г. – 6 класа в училище в съседното село Ермолинка, през 1934 г. – седми клас в гимназия на гара Вязма-Новоторжевская.
След като завършва училище, тя заминава за Москва и работи в Горбуновския авиационен завод № 22 като статистик, изпълнителен директор и подготвител на работа. Завършва средното си образование, завършвайки вечерна гимназия през 1935 г. Успоредно с работата си през 1935 – 1937 г. тя учи в летателния клуб на Киевския район на Москва. От септември 1937 г. работи като пионерски лидер в средно училище № 63. След като завършва Киевския авиационен клуб, от май 1938 г. работи там като пилот-инструктор, овладявайки самолетите U-2, UT-2 и AIR-6. От края на 1939 г. учи в Херсонската инструкторска школа на Осоавиахим, завършва я през май 1940 г. и работи като пилот-инструктор във Фрунзенския районен авиационен клуб на Москва. От 1939 г. е член на Всесъюзната комунистическа партия (болшевики).
След избухването на Великата отечествена война през октомври 1941 г. тя се записва доброволно в Червената армия и е изпратена в Саратов, където преминава курс за преквалификация за изтребител Як-1 във Военното авиационно училище в Енгелс (тя завършва курса в февруари 1942 г., след завършване на 22 февруари е удостоена с военно звание младши лейтенант).
От март 1942 г. – командир на полет на 586-ти изтребителен авиационен полк на 144-та изтребителна авиационна дивизия на ПВО (Саратовско-Балашовски дивизионен район на ПВО). Покривайки небето на Саратов, тя извършва 55 бойни мисии за патрулиране и търсене на вражески самолети. В този полк се запознава с Лидия Литвяк и те станват най-добри приятелки. По-късно винаги са служили заедно.
На 10 септември 1942 г. е изпратена в 437-ми изтребителен авиационен полк (287-ма изтребителна авиационна дивизия, 8-ма въздушна армия, Сталинградски фронт). Участвайки в Сталинградската битка, на 2 октомври 1942 г., заедно с пилота Раиса Беляева, тя открива група от 12 немски бомбардировача и ги атакува, принуждавайки ги да хвърлят бомбите си в степта. Така операцията по бомбардирането на станция Елтън е прекъсната. На 6 октомври Буданова сама атакува група от 13 Junkers Ju 88 и сваля един от тях. Това е първата и победа.
От октомври 1942 г. тя се бие като пилот в 9-ти гвардейски изтребителен авиационен полк (268-а изтребителна авиационна дивизия в същата въздушна армия). В средата на ноември 1942 г. в ожесточени битки в небето над Сталинград тя унищожава два Месершмит Bf 109 в група, а след това и бомбардировач Ju.88. В една от битките нейният лидер Владимир Лавриненков сваля He.111, но самолета му също е повреден, а Екатерина Буданова придружава почти неуправляемия си командир до кацането. В края на ноември е назначена в групата на „свободните ловци”. На 10 декември, връщайки се от мисия, тя е атакувана от чифт Bf.109s. Тя приема битката и сваля лидера на ятото.
През януари 1943 г. е прехвърлена в 296-ти изтребителен авиационен полк (268-ма изтребителна авиационна дивизия, 8-ма въздушна армия, Южен фронт), по-късно – 73-ти гвардейски изтребителен авиационен полк. В тези редици тя участва в Ростовската и Ворошиловградската настъпателни операции. Командирът на полка майор Н. И. Баранов я назначава за свой дубльор. В един от полетите изтребителите откриват 19 бомбардировача Ju.88, летящи под прикритието на изтребители Fw.190. Баранов, заедно с Буданова, атакува бойците, заповядвайки на останалите да ударят бомбардировачите. В битката командирът поврежда един от немските изтребители и Буданова го довършва. В началото на март, връщайки се от свободен лов, открива разузнавателен самолет Focke-Wulf Fw.189, който се нарича „рамка“. Тя го настигна и го унищожава. Сред пилотите този самолет се смяташе за най-трудната плячка.
На 18 март 1943 г. за образцово изпълнение на бойни задачи и проявена смелост и героизъм полкът със заповед на Народния комисар на отбраната на СССР получава гвардейско звание и е преименуван на 73-ти гвардейски изтребителен авиационен полк. За това почетно отличие на полка допринася и лейтенант Е. Буданова. През пролетта на 1943 г. те свалят още 2 вражески изтребителя, а на 17 юли бомбардировач Ju-88.
На 17 юли 1943 г. съветските войски на Южния фронт започват Миуската настъпателна операция в Донбас. Още от първия ден над бойното поле се разгарят ожесточени въздушни битки. На 19 юли Буданова е назначена да прикрива групата Ил-2, която се насочва към атака на германските позиции на фронта Миус. Близо до град Антрацит групата е атакувана от немски бойци. В упорита битка с група Bf.109 Буданова е свалена. Тя успява да приземи самолета в поле, а местните жители, които наблюдават битката, се затичват и я вадят от самолета. Буданова умира от раните си без да дойде в съзнание и е погребана в покрайнините на село Новокрасновка.
На 9 май 1988 г. останките на пилота са тържествено препогребани в село Бобриково, Антрацитовски район, Луганска област.
Данните за броя на победите на пилота варират значително. Според някои данни тя е направила 266 бойни мисии, свалила е 6 германски самолета лично и 5 в група. Според други източници тя е направила 109 бойни мисии и надеждно е свалила лично 3 германски самолета. Според изследователя М. Ю. Биков тя има 3 лични и 1 групова победа, или 2 лични и 2 групови победи. По отношение на броя на въздушните победи сред жените пилоти тя е на второ място след Лидия Литвяк.
През 1990 г. другари войници на Екатерина Буданова инициират номинацията и за званието Герой на Съветския съюз, но преди разпадането на СССР тази титла не и е присъдена. И едва на 1 октомври 1993 г. тя посмъртно е удостоена със званието Герой на Руската федерация.